# CTRL+ALT+DELETE
CTRL+ALT+DELETE – dwunasty album zespołu Sexbomba wydany w 2011 przez wytwórnię Sonic w formie CD

## Lista utworów
1. „Punkrockgang.com”
2. „Seryjny morderca”
3. „Wódka, sex i rock'n'roll”
4. „(Ś)mieć”
5. „Zanim wszystko się obudzi”
6. „Żmija”
7. „Raz przeżyty dzień”
8. „Zostań księdzem”
9. „Dym w stolicy”
10. „Lipiec ’86”
11. „Płać teraz”
12. „Ctrl+alt+delete”

Dodatkowo:
1. videoklip do piosenki „Raz przeżyty dzień”
2. videoklip do piosenki „Wódka, sex i rock'n'roll”
3. muzyczny film dokumentalny Punk nie gryzie zrealizowany przez Stowarzyszenie Czainik - niezależną grupę filmową podczas VI Legionowo Rock Festiwal 15.08.2010

z udziałem m. in brytyjskiego zespołu 999, oraz polskich Sexbomba, Bulbulators, Damrockers, P.D.S.

## Twórcy
- Robert Szymański – wokal
- Bogdan Nowak – gitara, wokal
- Piotr Welcel – gitara basowa, wokal
- Dominik Dobrowolski – perkusja, wokal
- gościnnie w utworze „Raz Przeżyty dzień” zaśpiewali – Siczka (KSU), Harcerz (Analogs), Cichy (Fort BS), Zygzak (TZN XENNA), Jaromir (WC), Iglak (BULBULATORS), Marek Wiernik

Realizacja:
- Robert Szymański – projekt graficzny
- Sexbomba – muzyka
- Robert Szymański – słowa
- Adam Toczko – realizator dźwięku
- Marcin Koźliński – realizator video
- Stowarzyszenie Czainik niezależna grupa filmowa – realizacja video